# Mount Pétain
Mount Pétain är ett berg i Kanada.   Det ligger i på gränsen mellan Alberta och British Columbia, i den västra delen av landet, 3 000 km väster om huvudstaden Ottawa. Toppen på Mount Pétain är 3 196 meter över havet.
Terrängen runt Mount Pétain är bergig österut, men västerut är den kuperad.Trakten runt Mount Pétain är nära nog obefolkad, med mindre än två invånare per kvadratkilometer.. Det finns inga samhällen i närheten. 
Trakten runt Mount Pétain består i huvudsak av gräsmarker.